# Исаев, Шапигаджи Абдулаевич
Шапигаджи Абдулаевич Исаев (4 февраля 1925, Гигатль, Цумадинский район, Дагестан, СССР — 14 февраля 2002 Махачкала, Дагестан, Россия) — общественно-политический деятель Дагестана, организатор народного образования в Цумадинском районе ДАССР. Самый молодой депутат Верховного Совета СССР пятого созыва (избран 16 марта 1958, заседал с 1958 по 1962).

## Биография
Шапигаджи Исаев родился 4 февраля 1925 года в селении Гигатль Цумадинского района Дагестанской АССР в семье местной интеллигенции — отец директор сельской школы. По национальности чамалинец. В 1942 году окончил Буйнакское педагогическое училище и сразу же сменил на посту директора школы ушедшего на фронт отца. Награждён орденами «Дружбы народов» и «Знак почета», а также многими медалями, в том числе медалью «За оборону Кавказа». С 1989 года на пенсии. Шапигаджи Абдулаевич Исаев умер 14 февраля 2002 года в Махачкале.

## Трудовая деятельность
- 1943 по 1945 гг. — первый секретарь Цумадинского райкома комсомола.
- 1945 по 1949 гг. — заворготделом Цумадинского райкома КПСС
- 1949 по 1950 гг. — второй секретарь Цумадинского райкома КПСС
- 1950 по 1953 и с 1956 (учеба в Высшей партийной школе) по 1961 гг. первый секретарь Цумадинского райкома КПСС.
- 1958 по 1962 гг. депутат Верховного Совета СССР пятого созыва.
- 1962 по 1964 гг. — преподаватель совпартшколы в г. Махачкале
- 1964 по 1989 гг. — Преподаватель кафедры истории КПСС Дагестанского государственного университета им. Ленина, а последние 20 лет и секретарь парткома ДГУ.